# إدواردو أريلانو فيليكس
إدواردو أريلانو فيليكس (بالإسبانية: Eduardo Arellano Félix)‏ هو بارون مخدرات مكسيكي، ولد في 11 أكتوبر 1956.